# Axel Odelberg (författare)

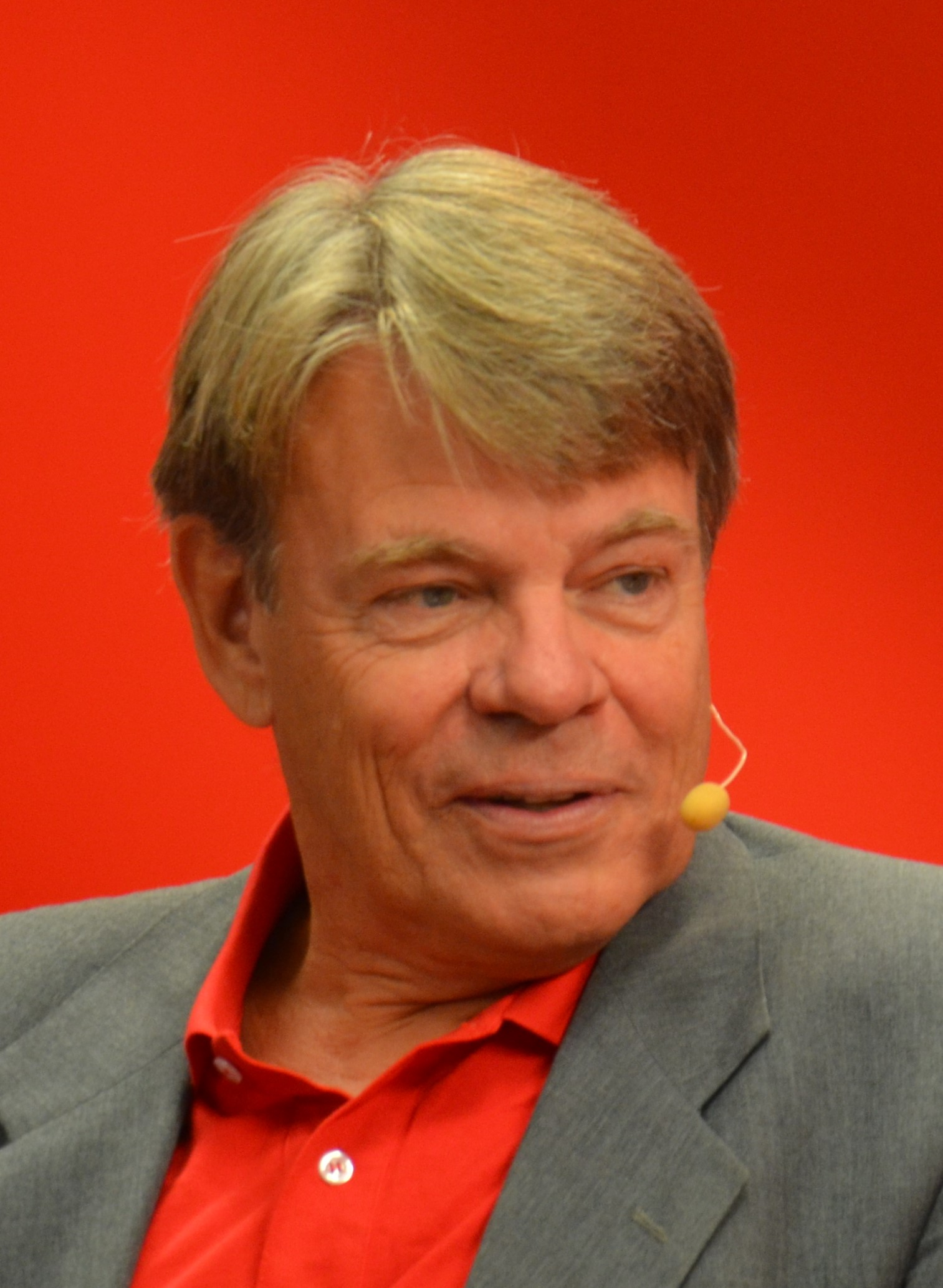
Axel Odelberg

Axel Odelberg, född 8 juli 1948, är en svensk journalist och författare. Han är sonson till läkaren Axel Odelberg.
I början av 1990-talet var han förlagschef för Bokförlaget T Fischer & Co. Axel Odelberg har som frilansjournalist medverkat i Svenska Dagbladet, Finanstidningen och TV 8.